# Демидов, Георгий Георгиевич
Георгий Георгиевич Демидов (16 ноября (29 ноября) 1908 — 19 февраля 1987 года) — советский физик, ученик Ландау, узник ГУЛАГа, инженер, русский писатель. Автор повестей и рассказов о массовых репрессиях, прототип героя рассказов Варлама Шаламова.

## Биография

### Детство, юность
Родился в многодетной рабочей семье, мать была неграмотна, отец работал мастером на заводе. Окончив школу, Демидов в 16 лет уехал в Сумскую область, где около двух лет был рабочим на Тростянецком сахарном заводе. Заработав немного денег, поступил в Харьковский государственный университет на физико-химический факультет. Первый патент на изобретение получен им в 1929 году в возрасте 21 года. По воспоминаниям дочери Г. Г. Демидова, отец рассказывал, что на третьем курсе на талантливого студента обратил внимание Л.Д. Ландау, сказав ему: «Вам тут уже делать нечего».  В 1931 году продолжил образование в Ленинградском политехническом институте и, закончив его, в 1932 году вернулся в Харьков.
Поступил на работу в Харьковский электротехнический институт (впоследствии — факультет в составе ХПИ). Работал с Саулом Марковичем Фертиком. В 1934 году в «Сборнике научно-технических статей Харьковского электротехнического института» вышла статья, написанная аспирантами Г. Г. Демидовым, А. К. Потужным и С. М. Фертиком — «Клидонограф без холостого хода фотопленки». В 1936 году Г. Г. Демидов защитил кандидатскую диссертацию и получил звание доцента ХЭТИ. Работал в области техники высоких напряжений как физик-экспериментатор.

### Репрессии
В 1938 году Демидов был арестован, судим Военным трибуналом, осуждён на 8 лет лагерей по статье 58-10; с сентября 1938 года — на Колыме. Работал на общих работах на рудниках Бутугычага. Позже, на следствии по второму уголовному делу в 1946 году, Демидов рассказывал, что в условиях голода заключённые Бутугычага были вынуждены поедать трупы умерших. В условиях Колымы наладил производство по восстановлению старых перегоревших электролампочек для всего Дальлага. На производстве он руководил всем процессом, работая главным инженером. Новое производство позволило существенно сэкономить на закупках новых лампочек. Руководство ГУЛАГА наградило всех создателей завода. Демидов ожидал досрочного освобождения. На торжественной церемонии с вручением подарков (в качестве подарков начальство выделило часть товаров, поставляемых США по ленд-лизу — ботинки, куртки и т. д.) он отказался, согласно воспроизведённой Варламом Шаламовым в рассказе «Житие инженера Кипреева» истории Демидова, словами «Я отказываюсь брать американские обноски!». В отношении Демидова было возбуждено новое уголовное дело, и на следствии по нему он дал Колыме определение «Освенцим без печей», также увековеченное Шаламовым.
В июле 1946 года он был вновь признан виновным в «антисоветской агитации» и осуждён еще на 7 лет лагерей с последующим поражением в правах на 5 лет. В тяжелейшем состоянии попал в Центральную лагерную больницу, где после частичного выздоровления работал рентгенотехником. Там он познакомился и подружился с Шаламовым. Судьба Демидова стала основой для двух рассказов Шаламова: «Житие инженера Кипреева» и «Иван Фёдорович». Памяти Демидова (Шаламов до 1965 года считал, что Демидов погиб на Колыме после того, как его забрали на этап из больницы) посвящена пьеса «Анна Ивановна». Шаламов в воспоминаниях «Двадцатые годы» писал: «Что же касается моих многих наблюдений, то самым умным и самым достойным человеком, встреченным мной в жизни, был некто Демидов, харьковский физик».
Из больницы Демидов вновь попал в лагерь. В 1951 году был вывезен с Колымы для работы (4-м спецотделом МВД) над атомным проектом как физик-экспериментатор. Однако, поскольку благодаря зачётам срок его заключения истекал через несколько месяцев, был направлен на север Республики Коми в Инту как административно-ссыльный. Затем переехал в Ухту, где до пенсии (с 1954 до 1972 года) работал сначала мастером, затем инженером-конструктором на Ухтинском механическом заводе. Реабилитирован по обоим делам в марте 1958 года после вторичного обращения в Главную военную прокуратуру.

### Работа и творчество
Работал инженером на заводе, автор ряда изобретений и рацпредложений. Признавался «лучшим изобретателем Коми АССР». С конца 1950-х годов начал писать рассказы о репрессиях и лагерном быте на Колыме, которые со временем стали распространяться в самиздате. Категорически возражал против публикации своих рассказов на Западе. В 1965 году Демидов и Шаламов случайно встретились во время одного из приездов Демидова в Москву и начали переписку, которая велась до 1967 года. Демидов оборвал её из-за менторских и категоричных высказываний Шаламова, считавшего, что отношение Демидова к «лагерной» литературе недостаточно серьёзно. Особенно активно стал работать над прозой после выхода на пенсию с 1972 года.
В августе 1980 года по всем адресам, где хранились рукописи Демидова, КГБ провёл обыск. Все рукописи были изъяты, после чего Демидов уже не писал. Г. Г. Демидов умер 19 февраля 1987 года. Летом 1987 года дочь писателя В. Г. Демидова обратилась к секретарю ЦК А. Н. Яковлеву с просьбой вернуть архив отца, и в июле 1988 года рукописи были возвращены.

## Признание
В начале 1990-х годов с большим трудом были опубликованы несколько рассказов Демидова. Первым в 1990 году в журнале «Огонёк» после обращения В. Г. Демидовой к В. А. Коротичу напечатали рассказ «Дубарь». Во Франции была издана книга, но русское издание не состоялось в связи с развалом издательства после краха СССР. После отъезда дочери писателя в 1993 году в Канаду ряд рассказов появился в зарубежных изданиях. В 2008 году издательство «Возвращение» начало публиковать сочинения Демидова, вышли четыре книги: «Чудная планета» (2008), «Оранжевый абажур» (2009), «Любовь за колючей проволокой» (2010), «От рассвета до сумерек» (2014). В. Г. Демидова готовит к печати новые книги. 
Режиссёр Светлана Быченко сняла документальный фильм «Житие интеллигента Демидова», построенный на интервью с В. Г. Демидовой, знакомыми писателя в Ухте, текстах писем Г. Г. Демидова.
В мае 2025 года на Каннском кинофестивале состоялась премьера фильма режиссёра Сергея Лозницы «Два прокурора», снятого по одноименной повести Демидова.

## Публикации
1. Демидов Г. Г. Амок // Странник. М., 1991. № 2. С. 13—33.
2. Демидов Г. Г. Амок // Новое русское слово. New York, 1994.
3. Демидов Г. Г. Амок // Литературно-художественный ежегодник  «Побережье», выпуск № 10. Филадельфия, 2001. С. 53—73.
4. Демидов Г. Г. Без бирки // Литературно-художественный ежегодник  «Побережье», выпуск № 12. Филадельфия, 2003. С. 126—146.
5. Демидов Г. Г. Дубарь / Предисл. В. Шенталинского; публ. В. Г. Демидовой // Огонек. М., 1990. № 51. С. 9‒14.
6. Демидов Г. Г. Два рассказа / Предисл. В. Шенталинского; публ. В. Г. Демидовой // Новый мир. М., 1997. № 5. С. 116—145.
7. Демидов Г. Г. Дубарь // Воля: Журн. узников тоталитарных систем. 1997. № 6‒7. С. 158—182.
8. Демидов Г. Г. Дубарь / Предисл. В. Демидовой «Мой отец» // Доднесь  тяготеет: Сб. / Сост. С. С. Виленский. — М.: Возвращение, 2004. Т. 2: Колыма. С. 115—138.
9. Демидов Г. Г. Дубарь, Интеллектуал / Предисл. В. Шенталинского //  ЗА ЧТО? Проза. Поэзия. Документы / Сост. В. Шенталинский, В. Леонович. — М.: Новый ключ, 1999. С. 21—66.
10. Демидов Г. Г. Интеллектуал // ЗА ЧТО? Проза, поэзия, документы. — М.: Новый ключ, 1999. С. 67—66.
11. Демидов Г. Г. Интеллектуал // Литературно-художественный ежегодник «Побережье», выпуск № 4. Филадельфия, 1995. С. 64—71.
12. Демидов Г. Г. Интеллектуал // Филадельфийские страницы: антология. — Филадельфия: The Coast, 1998. С. 63—72.
13. Демидов Г. Г. Любовь за колючей проволокой: Повести и рассказы / Публ. В. Г. Демидовой, предисл. М. О. Чудаковой. — М.: Возвращение, 2010. — 360 с. (Memoria)
14. Демидов Г. Г. Люди гибнут за металл // Литературно-художественный ежегодник «Побережье», выпуск № 5. Филадельфия, 1996. С. 95—109.
15. Демидов Г. Г. Люди гибнут за металл // Ренессанс. Киев, 2003. № 3 (41).
16. Демидов Г. Г. Оборванный дуэт // Демидов и Шаламов. Житие Георгия на фоне Варлама: Материалы к одноименной конференции. Москва, 4—6 марта 2016 г., Большой зал Дома русского зарубежья им. Александра Солженицына, Гос. музей истории ГУЛАГа. Ч. 1 / Ред.-сост. С. С. Виленский. — М.: Возвращение, 2016. С. 59—93.
17. Демидов Г. Г. Начальник // Литературно-художественный ежегодник «Побережье», выпуск №14. Филадельфия, 2005.
18. Демидов Г. Г. Оборванный дуэт // Литературно-художественный ежегодник «Побережье», выпуск № 16. Филадельфия.
19. Демидов Г. Г. Оборванный дуэт // The New Review. New York, 1996. № 202. С. 21—54.  # Демидов Г. Г. Оранжевый абажур: повести / Г. Г. Демидов. — М.: Возвращение, 2009. — 376 с. (Memoria)
20. Демидов Г. Г. Открытие, оставшееся недоказанным // «Дом Остроухова в Трубниках»: альманах. — М.: Ассоциация Россия, 1995. С. 514—540.
21. Демидов Г. Г. От рассвета до сумерек: Воспоминания и раздумья ровесника века / Г. Демидов. — М.: Возращение, 2014. — 368 с., ил.
22. Демидов Г. Г. Писатель // Возвращение: сборник. Выпуск № 1. — М.: Советский писатель, 1991. С. 130—144.  # Демидов Г. Г. Писатель // Горизонт № 7. — М.: Московский рабочий, 1990. С. 55—64.
23. Демидов Г. Писатель // Эхо ГУЛАГа: Рассказы и воспоминания / Нац. б-ка Чеш. Респ., Славян. б-ка, Ин-т по изуч. Тоталитарных режимов; сост. С. Виленский, Л. Бабка. — М.; Прага: Возвращение,  2013. С. 22—53.
24. Демидов Г. Г. Собрание сочинений в шести томах. Т. 1. Чудная планета: рассказы / Под общ. ред. В. Г. Демидовой; вступ. ст. Р. В. Романова, Д. Быкова; послесл. Т. Полянской, М. О. Чудаковой. — М.: Издательская программа Музея истории ГУЛАГа и Фонда Памяти; СПб.: Издательство Ивана Лимбаха, 2021. — 368 с., ил.
25. Демидов Г. Г. Собрание сочинений в шести томах. Т. 2. Оранжевый абажур: три повести о тридцать седьмом / Под общ. ред. В. Г. Демидовой; предисл. М. О. Чудаковой; послесл. Т. Полянской. — М.: Издательская программа Музея истории ГУЛАГа и Фонда Памяти; СПб.:  Издательство Ивана Лимбаха, 2022. — 312 с., ил.
26. Демидов Г. Г. Собрание сочинений в шести томах. Т. 3. Любовь за колючей проволокой: повести и рассказы / Под общ. ред. В. Г. Демидовой; предисл. М. О. Чудаковой, Л. Токер; послесл. Т. Полянской. — М.: Издательская программа Музея истории ГУЛАГа и Фонда Памяти; СПб.: Издательство Ивана Лимбаха, 2022. — 296 с., ил.
27. Демидов Г. Г. Собрание сочинений в шести томах. Т. 4. От рассвета до сумерек. Роман. Книга 1 / Под общ. ред. В. Г. Демидовой; предисл. В. Г. Демидовой; послесл. Т. Полянской. — М.: Издательская программа Музея истории ГУЛАГа и Фонда Памяти; СПб.: Издательство Ивана Лимбаха, 2022. — 308 с., ил.
28. Демидов Г. Г. Собрание сочинений в шести томах. Т. 5. От рассвета до сумерек. Роман. Книга 2 / Под общ. ред. В. Г. Демидовой; предисл. Е. Михайлик; послесл. Т. Полянской. — М.: Издательская программа Музея истории ГУЛАГа и Фонда Памяти; СПб.: Издательство Ивана  Лимбаха, 2023. — 304 с., ил
29. Демидов Г. Г. Собрание сочинений в шести томах. Т. 6. Георгий Демидов. Переписка с Варламом Шаламовым. Письма к жене и дочери. Статьи, рецензии. — М.: Издательская программа Музея истории ГУЛАГа и Фонда Памяти; СПб.: Издательство Ивана Лимбаха, 2023. — 304 с., ил.
30. Демидов Г. Г. Убей немца // Москва. 2016. № 5. С. 116—141.
31. Демидов Г. Г. Фонэ квас // The New Review. New York, 1997. № 208, 209. С. 64—110, 45—89.
32. Демидов Г. Г. Художник Бацилла и его шедевр // The New Review. New York, 1996. № 201. С. 63—88.
33. Демидов Г. Г. Чудная планета: Рассказы / Сост., подгот. текста, подгот. ил. В. Г. Демидовой; послесл. М. О. Чудаковой. — М.: Возвращение, 2008. — 358 с. (Memoria)
34. Демидов Г. Г. Чудная планета: рассказы / Сост., подгот. текста, подгот. ил. В. Г. Демидовой; послесл. М. О. Чудаковой. [2-е изд., испр.] — М.: Возвращение, 2011. — 358 с. (Memoria)  # Есипов В. Шаламов. — М.: Молодая гвардия, 2012. — 346 с., ил.
35. Demidov G. Doubar et autres récits / G. Demidov; trad. C. Stoïnov, A. Garcia, A. Gaillard. Hachette-Progrès, 1991.
36. Demidov G. Doubar et autres récits du Goulag / G. Demidov; trad. C. Stoïnov, A. Garcia, A. Gaillard. — Geneve: Editions des Syrtes, 2021. — 286 p.
37. Demidov G. Five fates from a wondrous planet / Compiled by  V. G. Demidova; translator’s preface by D. Nemec Ignashev; afterword by M. O. Chudakova; translated, compiled and edited by D. Nemec Ignashev with D. Griffis, J. Jackson, B. Kilgour, B. Tyler. — M.: Vozvrashchenie, 2015. — 224 p.
38. Demidov G. L’amour derrière les barbelés / G. Demidov; trad. L. Jurgenson, N. Werth. — Geneve: Editions des Syrtes, 2022. — 432 p.
39. Demidov G. Vite spezzate. Storie di uomini e di donne nel terrore staliniano / Trad. F. Fici. — Milano: Le Lettere, 2018. — 281 p.

## Статьи и рецензии о Г. Г. Демидове и его творчестве
1. Балаховская Т. Редактируя Демидова // Демидов и Шаламов. Житие Георгия на фоне Варлама: Материалы к одноименной конференции. Москва, 4—6 марта 2016 г. Ч. 2. — М.: Возвращение, 2016. С. 141—143.
2. Баренберг А. (Техасский технологический университет). Чудная планета / А. Баренберг; пер. с англ. А. Антонова // Демидов и Шаламов. Житие Георгия на фоне Варлама: Материалы к одноименной конференции. Москва, 4—6 марта 2016 г. Ч. 2. — М.: Возвращение, 2016. С. 38—43. 287
3. Бирюков А. Виновным себя не признаю… // Демидов Г. Г. Собрание сочинений в шести томах. Т. 6. Георгий Демидов. Переписка с Варламом Шаламовым. Письма к жене и дочери. Статьи, рецензии / Под общ. ред. В. Г. Демидовой. — М.: Издательская программа Музея истории ГУЛАГа и Фонда Памяти; СПб.: Издательство Ивана Лимбаха, 2023. — 304 с., ил. С. 234—246.
4. Боганцев Я. Мне всех жаль // Демидов и Шаламов. Житие Георгия на фоне Варлама: Материалы к одноименной конференции. Москва, 4‒6 марта 2016 г. Ч. 2. — М.: Возвращение, 2016. С. 177—179.
5. «Будущему на проклятое прошлое»: Интервью с Валентиной Демидовой [о В. Шаламове и Г. Демидове] // Шаламовский сборник. Вып. 4 / Сост. и ред. В. В. Есипов, С. М. Соловьев. — М.: 2011. С. 60—77.
6. Быков Д. Портретная галерея Дмитрия Быкова. Георгий Демидов // Дилетант. — М.: ООО «Образование 21 век», 2016. № 12. С. 90—95.
7. Быков Д. Потому и жива надежда, мать дураков // Демидов Г. Г. Собрание сочинений в шести томах. Т. 1. Чудная планета: рассказы / Под общ. ред. В. Г. Демидовой; вступ. ст. Р. В. Романова, Д. Быкова; послесл. Т. Полянской, М. О. Чудаковой. — М.: Издательская программа Музея истории ГУЛАГа и Фонда Памяти; СПб.: Издательство Ивана Лимбаха, 2021. С. 10—15.
8. В Ухте открыта мемориальная доска Георгию Демидову, другу Варлама Шаламова // Варлам Шаламов: [официальный сайт] https://shalamov.ru/events/67/ (дата обращения: 10.01.2023).
9. Виленский С. (Председатель Московского историко-литературного общества «Возвращение»). Двуединство // Демидов и Шаламов. Житие Георгия на фоне Варлама: Материалы к одноименной конференции. Москва, 4—6 марта 2016 г. Ч. 2. — М.: Возвращение, 2016. С. 20—27.
10. Виленский С. Житие Георгия. Предисловие // Демидов и Шаламов. Житие Георгия на фоне Варлама: Материалы к одноименной конференции. Москва, 4—6 марта 2016. Ч. 2. — М.: Возвращение, 2016. С. 7.
11. Георгий Георгиевич Демидов (1908—19.02.1987). 110 лет со дня рождения. Текст: электронный // Магаданская областная универсальная научная библиотека имени А. С. Пушкина: [официальный сайт]. URL: https://mounb.ru/georgij-georgievich-demidov/ (дата обращения: 10.01.2023).
12. Глибицкая С. Как «Освенцим без печей» переплавил физика в писателя // У милому мiстi моему: Историко-краезнавчий альманах. Випуск 2. Харкiв: Майдан, 2017. С. 34—46.
13. Глибицкая С. Георгий Демидов (1908–1987), воспитанник Харьковского университета, ученик и соратник Ландау, писатель, прошедший Колыму // Культурна спадщина Слобожанщины: Число 39. Збiрка наукових статей. Харкiв, 2018. С. 43—54.
14. Глибицкая С. Возвращение Георгия Демидова в Харьков // Культурна спадщина Слобожанщины: Iсторичне краезнавство. Харкiв, 2019. С. 37—50.
15. Горбачевский Ч. Первобытность Колымы в художественных произведениях Георгия Демидова // Демидов и Шаламов. Житие Георгия на фоне Варлама: Материалы к одноименной конференции. Москва, 4—6 марта 2016 г. Ч. 2. — М.: Возвращение, 2016. С. 80—92.
16. Горбачевский Ч. (Южно-Уральский государственный университет, Челябинск). Творческий метод Варлама Шаламова глазами узников-колымчан // Демидов и Шаламов. Житие Георгия на фоне Варлама: Материалы к одноименной конференции. Москва, 4—6 марта 2016 г. Ч. 2. — М.: Возвращение, 2016. С. 67—79.
17. Горюхина Э. ГУЛАГенная мутация (О чем Варлам Шаламов спорил со своим другом и однолагерником) // Демидов и Шаламов. Житие Георгия на фоне Варлама: Материалы к одноименной конференции. Москва, 4—6 марта 2016 г., Большой зал Дома русского зарубежья им. Александра Солженицына, Гос. музей истории ГУЛАГа. Ч. 1 / Ред.-сост. С. С. Виленский. — М.: Возвращение, 2016. С. 54—58.
18. Горюхина Э. Послесловие // Демидов и Шаламов. Житие Георгия на фоне Варлама: Материалы к одноименной конференции. Москва, 4—6 марта 2016 г. Ч. 2. — М.: Возвращение, 2016. С. 187—204.
19. Горюхина Э. Что с нами действительно случилось? // Демидов и Шаламов. Житие Георгия на фоне Варлама: Материалы к одноименной конференции. Москва, 4—6 марта 2016 г., Большой зал Дома русского зарубежья им. Александра Солженицына, Гос. Музей истории ГУЛАГа. Ч. 1 / Ред.-сост. С. С. Виленский. — М.: Возвращение, 2016. С. 45—53.
20. Демидова В. Воспоминания об отце // Демидов Г. Г. Собрание сочинений в шести томах. Т. 1. Чудная планета: рассказы / Под общ. ред. В. Г. Демидовой; вступ. ст. Р. В. Романова, Д. Быкова; послесл. Т. Полянской, М. О. Чудаковой. — М.: Издательская программа Музея истории ГУЛАГа и Фонда Памяти; СПб.: Издательство Ивана Лимбаха, 2021. С. 16—22.
21. Демидова В. Воспоминания об отце // Демидов Г. Г. Чудная планета: рассказы / Сост., подгот. текста, подгот. ил. В. Г. Демидовой; послесл. М. О. Чудаковой. [2-е изд., испр.]. — М.: Возвращение, 2011. С. 5—14.
22. Демидова В. Г. Георгий Демидов // Возвращение: сб. / Сост. Е. И. Осетров, О. А. Салынский. — М.: Советский писатель, 1991. Вып. 1. С. 130—131.
23. Демидова В. Мой отец — Георгий Демидов // Демидов и Шаламов. Житие Георгия на фоне Варлама: Материалы к одноименной конференции. Москва, 4—6 марта 2016 г. Ч. 2. — М.: Возвращение, 2016. С. 28—37.
24. Демидова В. Почему отец называл роман-хронику «главным делом своей жизни»? // Демидов Г. Г. Собрание сочинений в шести томах. Т. 4. От рассвета до сумерек. Роман. Книга 1 / Под общ. ред. В. Г. Демидовой; предисл. В. Г. Демидовой; послесл. Т. Полянской. — М.: Издательская программа Музея истории ГУЛАГа и Фонда Памяти; СПб.: Издательство Ивана Лимбаха, 2022. С. 6—11.
25. Демидова В. Дорогой дочери Валентине в надежде на то, что она сохранит как эту, так и другие мои рукописи // Демидов Г. Г. Собрание сочинений в шести томах. Т. 6. Георгий Демидов. Переписка с Варламом Шаламовым. Письма к жене и дочери. Статьи, рецензии // Под общ. ред. В. Г. Демидовой. — М.: Издательская программа Музея истории ГУЛАГа и Фонда Памяти; СПб.: Издательство Ивана Лимбаха, 2023. — 304 с., ил. С. 114—124 .
26. Елисеев Н. Донкихот из ГУЛАГа. Текст: электронный // Горький Медиа: [официальный сайт]. URL: https://gorky. media/reviews/ donkihot-iz-gulaga/ (дата обращения: 10.01.2023).
27. Есипов В. Рентген стихов. Два писателя работали в одной лагерной больнице // Демидов и Шаламов. Житие Георгия на фоне Варлама: Материалы к одноименной конференции. Москва, 4—6 марта 2016 г. Ч. 2. — М.: Возвращение, 2016. С. 184—186.
28. Жданов П. Белые пятна колымского этапа жизни Георгия Демидова // Демидов Г. Г. Собрание сочинений в шести томах. Т. 6. Георгий Демидов. Переписка с Варламом Шаламовым. Письма к жене и дочери. Статьи, рецензии // Под общ. ред. В. Г. Демидовой. — М.: Издательская программа Музея истории ГУЛАГа и Фонда Памяти; СПб.: Издательство Ивана Лимбаха, 2023. — 304 с., ил. С. 128—151.
29. Иванов Л. (ответственный секретарь Комиссии при Президенте РФ по реабилитации жертв политических репрессий). Осмысление прошлого // Демидов и Шаламов. Житие Георгия на фоне Варлама: Материалы к одноименной конференции. Москва, 4—6 марта 2016 г. Ч. 2. — М.: Возвращение, 2016. С. 10—13.
30. Клапиюк М., Мишко Ю. Уроки истории // Демидов и Шаламов. Житие Георгия на фоне Варлама: Материалы к одноименной конференции. Москва, 4—6 марта 2016 г. Ч. 2. — М.: Возвращение, 2016. С. 160—170.
31. Лушникова Е. В сталинском Освенциме. Воспоминания о Георгии Демидове и Варламе Шаламове // Демидов и Шаламов. Житие Георгия на фоне Варлама: Материалы к одноименной конференции г. Москва, 4—6 марта 2016. Ч. 2. — М.: Возвращение, 2016. С. 180—183.
32. Михайлик Е. Любовь к электричеству // Демидов Г. Г. Собрание сочинений в шести томах. Т. 5. От рассвета до сумерек. Роман. Книга 2 / Под общ. ред. В. Г. Демидовой; предисл. Е. Михайлик; послесл. Т. Полянской. — М.: Издательская программа Музея истории ГУЛАГа и Фонда Памяти; СПб.: Издательство Ивана Лимбаха, 2023. С. 8—14.
33. Мороз Э. Георгий Демидов. Чудная планета: Рассказы. Воспоминания об отце // Знамя. М., 2009. № 8. С. 211—215.
34. Мороз Э. Шаламов — Демидов, судья или свидетель // Демидов и Шаламов. Житие Георгия на фоне Варлама: Материалы к одноименной конференции. Москва, 4—6 марта 2016 г. Ч. 2. — М.: Возвращение, 2016. С. 119—128.
35. Мороз Э. Смертию смерть поправ // Демидов Г. Г. Собрание сочинений в шести томах. Т. 6. Георгий Демидов. Переписка с Варламом Шаламовым. Письма к жене и дочери. Статьи, рецензии // Под общ. ред. В. Г. Демидовой. — М.: Издательская программа Музея истории ГУЛАГа и Фонда Памяти; СПб.: Издательство Ивана Лимбаха, 2023. — 304 с., ил. С. 260—266.
36. Мочалова Е. (заведующая библиотекой № 8, г. Белово Кемеровской области). Открытие Георгия Демидова сибиряками // Демидов и Шаламов. Житие Георгия на фоне Варлама: Материалы к одноименной конференции. Москва, 4—6 марта 2016 г. Ч. 2. — М.: Возвращение, 2016. С. 153—159.
37. Памфилова Э. (уполномоченный по правам человека в Российской Федерации). Обращение к участникам конференции // Демидов и Шаламов. Житие Георгия на фоне Варлама: Материалы к одноименной конференции. Москва, 4—6 марта 2016 г. Ч. 2. — М.: Возвращение, 2016. С. 8—9.
38. Переписка с Демидовым Г. Г. // Шаламов В. Новая книга: Воспоминания. Записные книжки. Переписка. Следственные дела. — М.: Эксмо, 2004. С. 752—763.
39. Полянская Т. Демидов: категория учета — ссыльный, вид конвоя — обыкновенный // Демидов Г. Г. Собрание сочинений в шести томах. Т. 4. От рассвета до сумерек. Роман. Книга 1 / Под общ. ред. В. Г. Демидовой; предисл. В. Г. Демидовой; послесл. Т. Полянской. — М.: Издательская программа Музея истории ГУЛАГа и Фонда Памяти; СПб.: Издательство Ивана Лимбаха, 2022. С. 302—304.
40. Полянская Т. «Именем Союза Советских Социалистических Республик…»: два приговора Георгия Демидова // Демидов Г. Г. Собрание сочинений в шести томах. Т. 3. Любовь за колючей проволокой: повести и рассказы / Под общ. ред. В. Г. Демидовой; предисл. М. О. Чудаковой, Л. Токер; послесл. Т. Полянской. — М.: Издательская программа Музея истории ГУЛАГа и Фонда Памяти; СПб.: Издательство Ивана Лимбаха, 2022. С. 286—290.
41. Полянская Т. Колымская трасса физика Демидова // Демидов Г. Г. Собрание сочинений в шести томах. Т. 1. Чудная планета: рассказы / Под общ. ред. В. Г. Демидовой; вступ. ст. Р. В. Романова, Д. Быкова; послесл. Т. Полянской, М. О. Чудаковой. — М.: Издательская программа Музея истории ГУЛАГа и Фонда Памяти; СПб.: Издательство Ивана Лимбаха, 2021. С. 344—349.
42. Полянская Т. Тридцать седьмой в жизни Демидова // Демидов Г. Г. Собрание сочинений в шести томах. Т. 2. Оранжевый абажур: три повести о тридцать седьмом / Под общ. ред. В. Г. Демидовой; предисл. М. О. Чудаковой; послесл. Т. Полянской. — М.: Издательская программа Музея истории ГУЛАГа и Фонда Памяти; СПб.: Издательство Ивана Лимбаха, 2022. С. 302—307.
43. Полянская Т. Ты спасла дружбу и мое уважение к тебе… // Демидов Г. Г. Собрание сочинений в шести томах. Т. 6. Георгий Демидов. Переписка с Варламом Шаламовым. Письма к жене и дочери. Статьи, рецензии // Под общ. ред. В. Г. Демидовой. — М.: Издательская программа Музея истории ГУЛАГа и Фонда Памяти; СПб.: Издательство Ивана Лимбаха, 2023. — 304 с., ил. С. 100—111.
44. Полянская Т., Пухова С. Георгий Демидов: «Мне надо работать. Повторяю — это мой единственный шанс оправдать прожитую жизнь. Времени мало». Опыт исследования биографии писателя // Демидов Г. Г. Собрание сочинений в шести томах. Т. 6. Георгий Демидов. Переписка с Варламом Шаламовым. Письма к жене и дочери. Статьи, рецензии // Под общ. ред. В. Г. Демидовой. — М.: Издательская программа Музея истории ГУЛАГа и Фонда Памяти; СПб.: Издательство Ивана Лимбаха, 2023. — 304 с., ил. С. .152—166.
45. Переписка Г. Г. Демидова и В. Т. Шаламова // Демидов и Шаламов. Житие Георгия на фоне Варлама: Материалы к одноименной конференции. Москва, 4—6 марта 2016 г., Большой зал Дома русского зарубежья им. Александра Солженицына, Гос. музей истории ГУЛАГа. Ч. 1 / Ред.-сост. С. С. Виленский. — М.: Возвращение, 2016. С. 29—44.
46. Рабинович Э. Георгий Демидов — неизвестный великий русский писатель. Текст: электронный // Еврейская старина. История, традиция, культура: [официальный сайт]. URL: https://s.berkovich-zametki.com/2017-nomer2-erabinovich/ (дата обращения: 10.01.2023).
47. Ригосик А. Добрый день, друзья, коллеги! // Демидов и Шаламов. Житие Георгия на фоне Варлама: Материалы к одноименной конференции. Москва, 4—6 марта 2016 г. Ч. 2. — М.: Возвращение, 2016. С. 144—145.
48. Сиротинская И. Пьеса Варлама Шаламова «Анна Ивановна » — памяти Г. Г. Демидова // Демидов Г. Г. Собрание сочинений в шести томах. Т. 6. Георгий Демидов. Переписка с Варламом Шаламовым. Письма к жене и дочери. Статьи, рецензии // Под общ. ред. В. Г. Демидовой. — М.: Издательская программа Музея истории ГУЛАГа и Фонда Памяти; СПб.: Издательство Ивана Лимбаха, 2023. — 304 с., ил. С. 78—79.
49. Соловьев С. Шаламов и его святой // Демидов Г. Г. Собрание сочинений в шести томах. Т. 6. Георгий Демидов. Переписка с Варламом Шаламовым. Письма к жене и дочери. Статьи, рецензии // Под общ. ред. В. Г. Демидовой. — М.: Издательская программа Музея истории ГУЛАГа и Фонда Памяти; СПб.: Издательство Ивана Лимбаха, 2023. — 304 с., ил. С. 18—23.
50. Сынков В. Читая Демидова // Демидов и Шаламов. Житие Георгия на фоне Варлама: Материалы к одноименной конференции. Москва, 4—6 марта 2016 г. Ч. 2. — М.: Возвращение, 2016. С. 171—176.
51. Токер Л. О ценностях и цене // Демидов Г. Г. Собрание сочинений в шести томах. Т. 3. Любовь за колючей проволокой: повести и рассказы / Под общ. ред. В. Г. Демидовой; предисл. М. О. Чудаковой, Л. Токер; послесл. Т. Полянской. — М.: Издательская программа Музея истории ГУЛАГа и Фонда Памяти; СПб.: Издательство Ивана Лимбаха, 2022. С. 10—16.
52. Турков А. «Я на них иду с пером…» // Новый мир. М., 2009. № 11. С. 269—274.
53. Турков А. «Я на них иду с пером…» // Демидов Г. Г. Собрание сочинений в шести томах. Т. 6. Георгий Демидов. Переписка с Варламом Шаламовым. Письма к жене и дочери. Статьи, рецензии // Под общ. ред. В. Г. Демидовой. — М.: Издательская программа Музея истории ГУЛАГа и Фонда Памяти; СПб.: Издательство Ивана Лимбаха, 2023. — 304 с., ил. С. 268—272.
54. Фичи Ф. (Флорентийский университет). Демидов и Шаламов: оборванный дуэт // Демидов и Шаламов. Житие Георгия на фоне Варлама: Материалы к одноименной конференции. Москва, 4—6 марта 2016 г. Ч. 2. — М.: Возвращение, 2016. С. 44—58.
55. Чудакова М. «Не гнуть ни совести, ни помыслов, ни шеи…» // Демидов Г. Г. Оранжевый абажур: повести / Сост., подгот. текста, подгот. ил. В. Г. Демидовой; предисл. М. О. Чудаковой. — М.: Возвращение, 2009.
56. Чудакова М. «Не гнуть ни совести, ни помыслов, ни шеи…» // Демидов Г. Г. Собрание сочинений в шести томах. Т. 2. Оранжевый абажур: три повести о тридцать седьмом / Под общ. ред. В. Г. Демидовой; предисл. М. О. Чудаковой; послесл. Т. Полянской. — М.: Издательская программа Музея истории ГУЛАГа и Фонда Памяти; СПб.: Издательство Ивана Лимбаха, 2022. С. 8—14.
57. Чудакова М. «Ты права, Богородица!..» // Демидов Г. Г. Собрание сочинений в шести томах. Т. 3. Любовь за колючей проволокой: повести и рассказы / Под общ. ред. В. Г. Демидовой; предисл. М. О. Чудаковой, Л. Токер; послесл. Т. Полянской. — М.: Издательская программа Музея истории ГУЛАГа и Фонда Памяти; СПб.: Издательство Ивана Лимбаха, 2022. С. 8—9.
58. Чудакова М. «Ты права, Богородица!..» // Демидов Г. Г. юбовь за колючей проволокой: повести и рассказы / Сост., подгот. текста, подгот. ил. В. Г. Демидовой; предисл. М. О. Чудаковой. — М.: Возвращение, 2010. С. 5—7.
59. Чудакова М. Эхо Колымы (К 100-летию Георгия Демидова) // Демидов Г. Г. Чудная планета: рассказы / Сост., подгот. текста, подгот. ил. В. Г. Демидовой; послесл. М. О. Чудаковой. [2-е изд., испр.]. — М.: Возвращение, 2011. С. 339—353.
60. Чудакова М. Эхо Колымы (К 100-летию Георгия Демидова) // Демидов Г. Г. Собрание сочинений в шести томах. Т. 1. Чудная планета: рассказы / Под общ. ред. В. Г. Демидовой; вступ. ст. Р. В. Романова, Д. Быкова; послесл. Т. Полянской, М. О. Чудаковой. — М.: Издательская программа Музея истории ГУЛАГа и Фонда Памяти; СПб.: Издательство Ивана Лимбаха, 2021. С. 350—362.
61. Чудакова М. Эхо Колымы (К 100-летию Георгия Демидова) // Демидов Г. Г. Собрание сочинений в шести томах. Т. 6. Георгий Демидов. Переписка с Варламом Шаламовым. Письма к жене и дочери. Статьи, рецензии // Под общ. ред. В. Г. Демидовой. — М.: Издательская программа Музея истории ГУЛАГа и Фонда Памяти; СПб.: Издательство Ивана Лимбаха, 2023. — 304 с., ил. С. 248—259.
62. Шарапова А. Эстетика и духовность в биографической прозе Шаламова и Демидова // Демидов и Шаламов. Житие Георгия на фоне Варлама: Материалы к одноименной конференции. Москва, 4—6 марта 2016 г. Ч. 2. — М.: Возвращение, 2016. С. 134—140.
63. Шенталинский В. Два рассказа // Новый мир. 1997. № 5. С. 117—119.
64. Шенталинский В. Два рассказа // Демидов Г. Г. Собрание сочинений в шести томах. Т. 6. Георгий Демидов. Переписка с Варламом Шаламовым. Письма к жене и дочери. Статьи, рецензии // Под общ. ред. В. Г. Демидовой. — М.: Издательская программа Музея истории ГУЛАГа и Фонда Памяти; СПб.: Издательство Ивана Лимбаха, 2023. — 304 с., ил. С. 222—224.
65. Шенталинский В. Хранить вечно // Огонек. 1990. № 51. С. 9.
66. Шенталинский В. А. Рабы свободы: В литературных архивах КГБ / В. А. Шенталинский. — М.: Парус, 1995. — 389 с.
67. Шенталинский В. А. Рабы свободы: Документальные повести / В. А. Шенталинский. — М.: Прогресс-Плеяда, 2009. — 588 с., ил.
68. Шубина В. Колыма становится текстом (отрывок из книги) // Демидов и Шаламов. Житие Георгия на фоне Варлама: Материалы к одноименной конференции. Москва, 4—6 марта 2016 г. Ч. 2. — М.: Возвращение, 2016. С. 129—133.
69. Шубина В. Колыма становится текстом // Знание — сила. 2016. № 11. С. 96—99.
70. Шубина В. Колыма становится текстом // Москва. 2016. № 5. С. 116—121.
71. Шубина В. Колыма становится текстом. — М.: Новый хроногаф, 2018. — 528 с.
72. Шубина В. Колыма становится текстом // Демидов Г. Г. Собрание сочинений в шести томах. Т. 6. Георгий Демидов. Переписка с Варламом Шаламовым. Письма к жене и дочери. Статьи, рецензии // Под общ. ред. В. Г. Демидовой. — М.: Издательская программа Музея истории ГУЛАГа и Фонда Памяти; СПб.: Издательство Ивана Лимбаха, 2023. — 304 с., ил. С. 274—286.
73. Юргенсон Л. (Сорбонна, Париж, Франция). Воскрешение двойника // Демидов и Шаламов. Житие Георгия на фоне Варлама: Материалы к одноименной конференции. Москва, 4—6 марта 2016 г. Ч. 2. — М.: Возвращение, 2016. С. 59—66.
74. Юргенсон Л. Воскрешение двойника // Демидов Г. Г. Собрание сочинений в шести томах. Т. 6. Георгий Демидов. Переписка с Варламом Шаламовым. Письма к жене и дочери. Статьи, рецензии // Под общ. ред. В. Г. Демидовой. — М.: Издательская программа Музея истории ГУЛАГа и Фонда Памяти; СПб.: Издательство Ивана Лимбаха, 2023. — 304 с., ил. С. 80—86.
75. Якович Е. Демидов и Шаламов // Литературная газета. 1990. № 15. С. 7.
76. Якович Е. Демидов и Шаламов. Житие Георгия на фоне Варлама // Демидов и Шаламов. Житие Георгия на фоне Варлама: Материалы к одноименной конференции. Москва, 4—6 марта 2016 г., Большой зал Дома русского зарубежья им. Александра Солженицына, Гос. музей истории ГУЛАГа. Ч. 1 / Ред.-сост. С. С. Виленский. — М.: Возвра щение, 2016. С. 7—10.
77. Якович Е. Демидов и Шаламов. Житие Георгия на фоне Варлама // Демидов Г. Г. Собрание сочинений в шести томах. Т. 6. Георгий Демидов. Переписка с Варламом Шаламовым. Письма к жене и дочери. Статьи, рецензии // Под общ. ред. В. Г. Демидовой. — М.: Издательская программа Музея истории ГУЛАГа и Фонда Памяти; СПб.: Издательство Ивана Лимбаха, 2023. — 304 с., ил. С. 226—232.
78. «Le fabricant de miroirs, ou pourquoi Chalamov s’est brouillé avec Demidov» // Jurgenson L. Le Semeur d’ yeux. Sentiers de Varlam Chalamov. — Lagrasse: Verdier, 2022. — 336 p.
79. Franziska Thun-Hohenstein: Das Leben Schreiben. Warlam Schalamow. Biographie und Рoetik. — Berlin: Matthes & Seitz, 2022.